# Marko Rehmer
Marko Rehmer (nacido el 29 de abril de 1972 en Berlín, Alemania) es un exfutbolista alemán.

## Carrera internacional
Rehmer debutó con la selección de fútbol de Alemania en septiembre de 1998 en un partido contra Malta. A lo largo de su carrera disputó 35 partidos con la selección germana y fue convocado para el Mundial 2002.

### Participaciones en Copas del Mundo
| Mundial                        | Sede                  | Resultado  |
| ------------------------------ | --------------------- | ---------- |
| Copa Mundial de Fútbol de 2002 | Corea del Sur y Japón | Subcampeón |

## Clubes
| Club                | País     | Año       |
| ------------------- | -------- | --------- |
| 1. FC Union Berlin  | Alemania | 1990-1997 |
| FC Hansa Rostock    | Alemania | 1997-1999 |
| Hertha BSC Berlin   | Alemania | 1999-2005 |
| Eintracht Frankfurt | Alemania | 2005-2007 |

- Datos: Q549542